# Kusza

Kusza (XVI w.)

Kusza – neurobalistyczna broń miotająca, składająca się z łuczyska osadzonego w łożu, w którym cięciwa zwalniana jest za pomocą mechanizmu spustowego. Pociskami kuszy są najczęściej bełty.

## Charakterystyka
W porównaniu z łukiem konstrukcja kuszy umożliwia wstrzymanie się ze strzałem przez dowolnie długi czas, dzięki czemu strzelec nie męczy się utrzymywaniem napiętej cięciwy siłą własnych rąk, co wpływa na ergonomię celowania. Z zasady jest to broń przeznaczona do strzelania płaskotorowego dzięki dużej prędkości wylotowej bełtu wpływającej na mniejszą (w porównaniu z łukiem) parabolę lotu pocisku. Kusza wykorzystuje jako pociski – bełty, choć istniały również jej wersje strzelające kulami metalowymi lub kamiennymi (arbalety). Kusze były przeznaczone do zwalczania ciężko opancerzonych celów z racji większego naciągu niż łuk i, co za tym idzie, większej energii kinetycznej pocisku. Ciężkie kusze, naciągane przy pomocy wyposażonego w korbę koła zapadkowego (tak zwana „pokrętka”), miewały siłę naciągu dochodzącą do 500 kG.

## Budowa

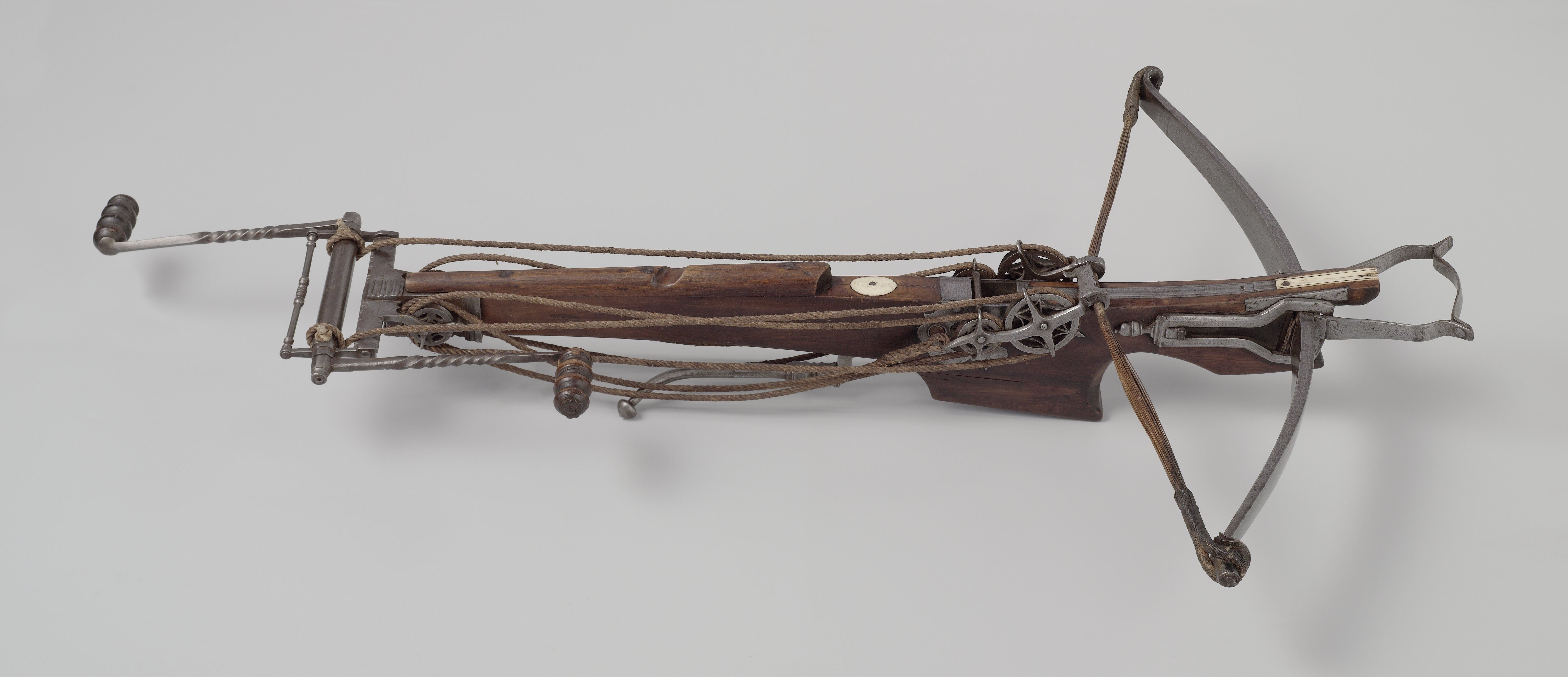
Kusza naciągana kołowrotem

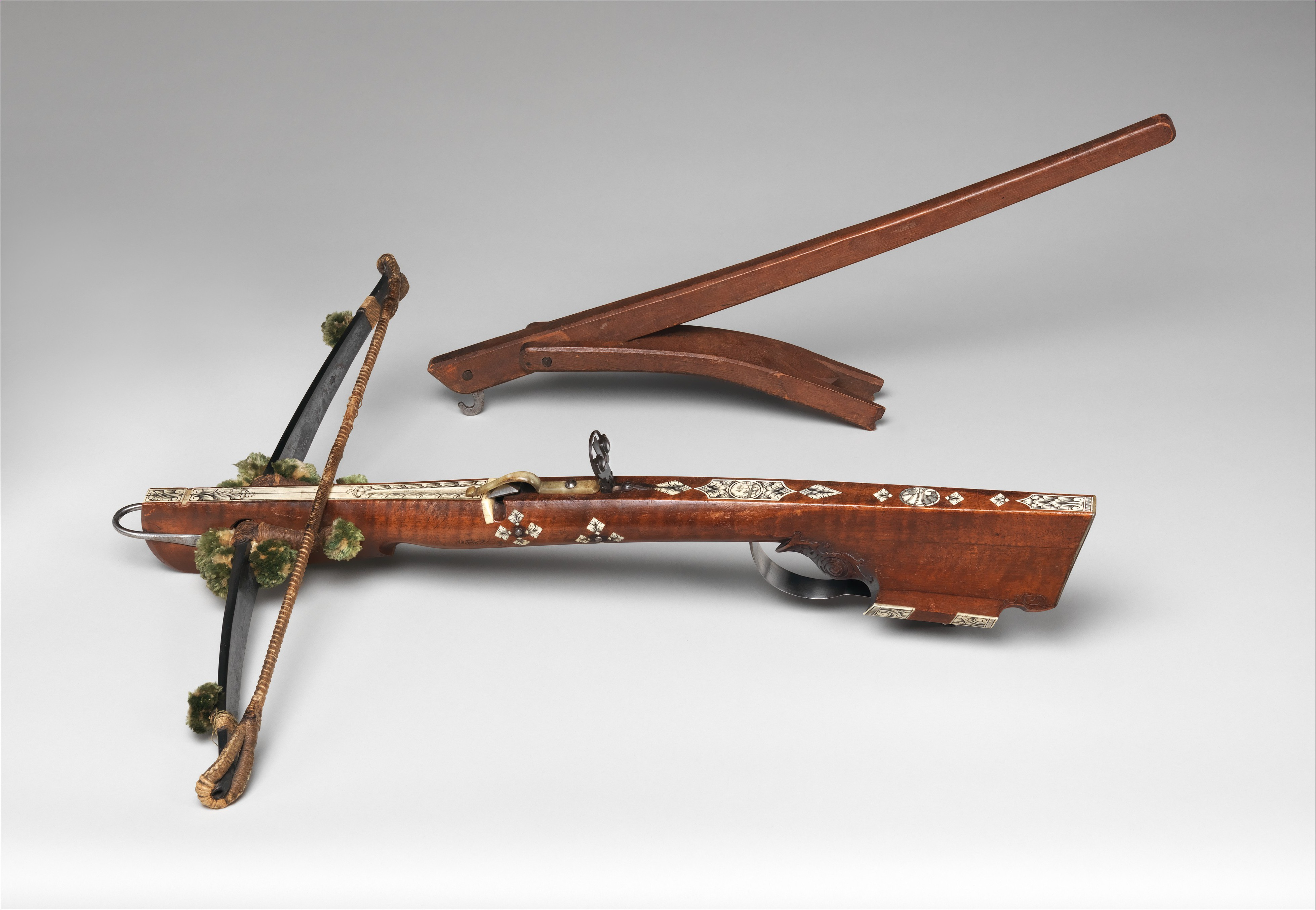
Kusza naciągana lewarem

Łoże kuszy posiada mechanizm spustowy zwalniający cięciwę, co poprzez wykorzystanie energii sprężystości łuczyska doprowadza do wystrzelenia pocisku. Cięciwa w kuszy naciągana jest ręcznie lub za pomocą narzędzi pomocniczych jak korba czy lewar. Typowy mechanizm zwalniający cięciwę zwany jest orzechem. 
Elementy składowe:
- łuczysko
- cięciwa
- łoże
- zamek
  - orzech
  - spust

## Historia

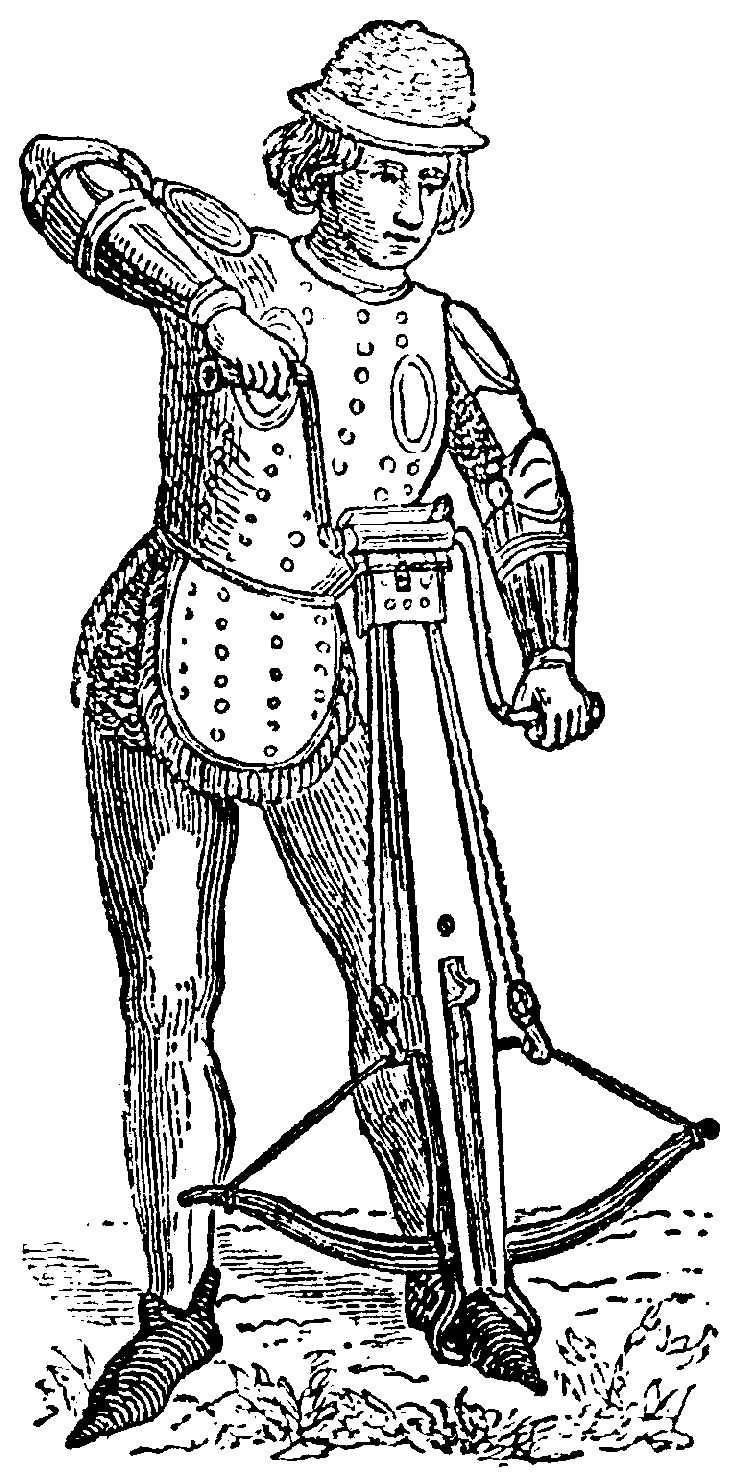
Naciąganie kuszy

Według Josepha Needhama nie da się określić, czy pierwsze kusze powstały w starożytnych Chinach, czy wśród otaczających je ludów barbarzyńskich (np. wśród myśliwych z tajgi, którzy w późniejszych wiekach znani byli z wykorzystywania pułapek-samostrzałów w postaci kusz). Pierwsza wzmianka jest w księdze Sunzi Bingfa z V w. p.n.e. W dziełach z IV w. p.n.e. wspominana jest dość często, a za czasów wcześniejszej dynastii Han (II-I w. p.n.e.) była standardowym uzbrojeniem armii. Qin Er Shi, drugi cesarz dynastii Qin zgromadził swoich kuszników w jeden – liczący 50 tys. żołnierzy – korpus.
W Europie machiny miotające napinane cięciwą, budzące strach skutecznością rażenia, wywodziły się prawdopodobnie od azjatyckiego łuku kompozytowego, sklejanego z drewna i rogu. Łuki te były niezwykle skuteczną bronią, mającą zasięg do 600 metrów. Jednak kusza okazała się bardziej niebezpieczna, gdyż, w porównaniu ze strzałami, wystrzeliwane z niej bełty osiągały większe prędkości i bardziej płaski tor lotu, przebijając każdą zbroję z odległości 150 m. Kusza wykorzystywana jest od przynajmniej dwóch tysięcy lat i stanowi rozwinięcie greckiej konstrukcji gastrafetes. Stosowano ją też w armii rzymskiej – jej duża odmiana, zwana carrobalistą raziła z tak wielką siłą, że bełt, lecąc płaskotorowo z odległości 200 m, przebijał 15-centymetrowe drewniane pale. W XII wieku Anna Komnena, córka cesarza bizantyńskiego Aleksego I Komnena, w swej Aleksjadzie tak pisze o kuszy (nazywanej cangrą): jest to łuk barbarzyński (...) Strzały wypuszczane gwałtownie mocą cięciwy, napiętej z wielkim wysiłkiem, przebijają na wylot tarczę czy pancerz z grubego żelaza i lecą dalej. Cangra działa tak, jakby strzelał sam diabeł. Kogo dosięgnie pocisk, ten pada nieszczęsny.
Przejściowo zapomniane, kusze pojawiły się na większą skalę w średniowieczu. Stanowiły popularną i często doskonaloną broń ze względu na relatywnie łatwe użytkowanie, duży zasięg rażenia oraz cichą pracę. Swój tryumf święciły w czasie wypraw krzyżowych. Panika wzbudzana przez kusze wśród Saracenów, przyczyniła się do wzrostu popularności tej broni również w samej Europie. Formację kuszników utrzymywał król Francji Ludwik VII Młody. Entuzjastą tej broni był także Ryszard I Lwie Serce, który zresztą zginął ugodzony śmiertelnie bełtem. Papież Innocenty II, przerażony faktem, że za jej pomocą wyniszczają się sami chrześcijanie, zakazał ich stosowania. Kanon 29 Soboru Laterańskiego II uznał kuszę za „broń niegodną rycerza”, zabraniając jej używania w wojnach przeciwko chrześcijańskim władcom i rycerzom, z wyjątkiem krucjat (zakaz został następnie potwierdzony przez papieża Innocentego III). Kościelne regulacje nie były jednak przestrzegane, zaś oddziały kuszników stanowiły cenną pomoc w wielu średniowiecznych bitwach. Ze szczególnym upodobaniem korzystali z nich królowie Francji, pod których dowództwem – w bitwie pod Crécy czy pod Azincourt – walczyły najemne oddziały kuszników genueńskich. Własny system walk wypracowali Polacy: ustawieni w szachownicę kusznicy strzelali szeregami – pierwszy płaskotorowo, drugi parabolą.
W europejskich armiach kusznicy utrzymali się do XVI wieku, kiedy to upowszechniać zaczęła się broń palna – arkebuzy.
Współcześnie kusze są w niektórych krajach dopuszczane jako broń myśliwska i sportowa. Nowe kusze są wykonane w całości z metalu lub częściej z kompozytów, oraz wykorzystują znane z łuków mechanizmy bloczkowe. Bełty najczęściej wykonywane są z mocnego stopu aluminium. W Polsce, mimo ograniczeń prawnych, w praktyce wykluczających możliwość legalnego posiadania kuszy, istnieje kilka zakładów trudniących się wykonywaniem odręcznych replik średniowiecznych mechanizmów, a bractwa rycerskie organizują konkursy strzeleckie.

## Kwestie prawne w Polsce
W myśl polskiego prawa, w odróżnieniu od łuku i innej broni tego typu, posiadanie kuszy wymaga zezwolenia. W praktyce, wnioski o pozwolenia spotykały się niemal zawsze z odmową ze względu na treść obowiązującego do 2011 r. Rozporządzenia MSWiA z 20 marca 2000 r. w sprawie rodzajów szczególnie niebezpiecznych broni i amunicji, oraz rodzajów broni odpowiadającej celom, w którym może być wydane pozwolenie na broń.
W związku z tym stanem rzeczy, który de facto czyni łatwiejszym uzyskanie pozwolenia na broń palną, obowiązujące przepisy są ignorowane lub omijane przez wielu hobbystów i sportowców.